# Valette (Moselle)
Pour les articles homonymes, voir Valette.
Valette est une ancienne commune française du département de la Moselle, rattachée à Hoste depuis 1813.

## Toponymie
Anciennes mentions : La Valette (1751), Valette (1793), Vallette (1801).

## Histoire
Cette localité est fondée en 1609 par Mme Louise de la Valette, abbesse de Sainte-Glossinde de Metz. 
Valette était siège d'un fief et d'une justice dépendant de l'abbaye Sainte-Glossinde. Était également le siège d'une cure de l'archiprêtré de Morhange, dépendant aussi de l'abbaye Sainte-Glossinde.
Ancien chef-lieu communal réuni à Cappel par décret du 14 août 1811, puis à Hoste par décret du 23 janvier 1813.

## Démographie
| 1793 | 1800 | 1806 |
| ---- | ---- | ---- |
| 480  | 111  | 142  |

## Lieux et monuments
Église paroissiale Saint-Louis construite au XVIIIe siècle ; agrandie en 1866, clocher reconstruit en 1894.